# Rajd Rzeszowski 2002
Rajd Rzeszowski 2002 – 28. edycja Rajdu Rzeszowskiego. Był to rajd samochodowy rozgrywany od 16 do 17 sierpnia 2002 roku. Była to szósta runda Rajdowych Samochodowych Mistrzostw Polski w roku 2002. Rajd składał się z dziewięciu odcinków specjalnych.

## Wyniki końcowe rajdu[1]
| Miejsce | Kierowca               | Pilot              | Samochód                    | Czas      | Strata  | Grupa Klasa |
| ------- | ---------------------- | ------------------ | --------------------------- | --------- | ------- | ----------- |
| 1       | Sebastian Frycz        | Maciej Wodniak     | Opel Corsa S1600            | 1:24:28.9 | -       | A8          |
| 2       | Tomasz Czopik          | Łukasz Wroński     | Mitsubishi Lancer Evo VI    | 1:24:29.7 | +0.8    | N4          |
| 3       | Michał Sołowow         | Emil Horniaček     | Mitsubishi Lancer Evo VI    | 1:24:36.6 | +7.7    | N4          |
| 4       | Paweł Dytko            | Tomasz Dytko       | Mitsubishi Lancer Evo VI    | 1:25:45.3 | +1:16.4 | N4          |
| 5       | Krzysztof Tercjak      | Michał Kaźmierczak | Volkswagen Golf III Kit Car | 1:27:45.3 | +3:16.4 | A7          |
| 6       | Mariusz Stec           | Witold Bogdański   | Mitsubishi Lancer Evo VI    | 1:28:48.1 | +4:19.2 | N4          |
| 7       | Magdalena Cieślik      | Magdalena Lukas    | Mitsubishi Lancer Evo VI    | 1:29:07.9 | +4:39.0 | N4          |
| 8       | Grzegorz Grzyb         | Maciej Wilk        | Peugeot 206 XS              | 1:30:56.9 | +6:28.0 | RPP         |
| 9       | Piotr Adamus           | Magdalena Zacharko | Peugeot 206 XS              | 1:31:39.6 | +7:10.7 | RPP         |
| 10      | Maksymilian Kilanowski | Rafał Bożek        | Peugeot 206 XS              | 1:31:43.4 | +7:14.5 | RPP         |